# 6nyeonjjae yeon-aejung
6nyeonjjae yeon-aejung (6년째 연애중?), noto anche con il titolo internazionale Lovers of Six Years, è un film del 2008 scritto e diretto da Park Hyun-jin.

## Trama
Lee Da-jin e Kim Jae-young sono fidanzati da sei anni, tuttavia nessuno dei due ha mai voluto pensare al grande passo; entrambi si conoscono alla perfezione, tuttavia la loro relazione inizia ad avere alcuni problemi quando irrompono nelle loro vite due persone che sembrerebbero fatte proprio per loro.